# Bulworth
Bulworth är en amerikansk komedifilm från 1998 i regi av Warren Beatty, som även skrivit filmens manus, tillsammans med Jeremy Pikser, och spelade huvudrollen.

## Handling
Den demokratiske kaliforniske senatorn Jay Billington Bulworth (Warren Beatty) är mitt uppe i sin omvalskampanj. Han tröttnar på livet och anlitar en torped som ska mörda honom mitt under kampanjen. Innan dess har han lurat ett försäkringsbolag att teckna en livförsäkring på flera miljoner dollar. Eftersom han ändå ska dö passar Bulworth på att berätta hur det verkligen står till i politiken där mutor och korruption är vardag. Han börjar också rappa och klä sig okonventionellt.
Senatorns nya stil visar sig dock vara en framgång. Detta, och en romans med den unga svarta kvinnan Nina, gör att han försöker avbryta sitt mord, något som dock blir problematiskt.

## Medverkande (urval)
- Warren Beatty - Senator Jay Billington Bulworth
- Oliver Platt - Dennis Murphy
- Halle Berry - Nina
- Sean Astin - Gary
- Don Cheadle - L.D.
- Paul Sorvino - Graham Crockett
- Christine Baranski - Constance Bulworth
- Jack Warden - Eddie Davers
- Nora Dunn - Missy Berliner, reporter
- Joshua Malina - Bill Feldman
- Chris Mulkey - polis